# Mallota inopinata
Mallota inopinata är en tvåvingeart som beskrevs av Violovitsh 1975. Mallota inopinata ingår i släktet hålblomflugor, och familjen blomflugor. Inga underarter finns listade i Catalogue of Life.